# Bíró Lajos Pál
| Bíró Lajos Pál                            | Bíró Lajos Pál                                                                 |
| Kattints az alábbi külső linkek egyikére! | Kattints az alábbi külső linkek egyikére!                                      |
| ----------------------------------------- | ------------------------------------------------------------------------------ |
| Nem található szabad kép.(?)              |                                                                                |
| külső link · jogvédett                    | Nyelviskola történelme 1949-től. Dr. Bíró Lajos Pál, Bíró Pál, Bíró Alexandra. |

Bíró Lajos Pál (Eger, 1906. június 28. – Budapest, 1985. június 25.) magyar irodalomtörténész, nyelvész, szerkesztő.

## Szakmai életútja
Bíró Lajos, magyar királyi posta és távírda segédtiszt és Tóth Teréz római katolikus vallású szülők gyermekeként született. A budapesti Pázmány Péter Tudományegyetemen 1931-ben bölcsészdoktori oklevelet, majd egy évvel később magyar–angol szakos középiskolai tanári oklevelet szerzett. 1930–1931-ben a Magyar Királyi Tanárképző Intézet Gyakorló Főgimnáziuma tanárjelöltje volt. A budapesti III. kerületi állami Árpád Reálgimnázium, illetve Gimnázium tanárjelöltje (1931–1932), óraadó tanára (1932–1933), helyettes tanára (1933–1936), rendes tanára (1936. július 1.–1942. június 30.) és igazgatóhelyettese (1940–1942) valamint megbízott igazgatója (1941. július–1941. november); közben a British Council ösztöndíjasa Sheffieldben (1939–1940). A lévai magyar királyi állami gimnázium rendes tanára és igazgatója (1942. július 1.–1943. szeptember 24.). A Vallás- és Közoktatásügyi Minisztérium (VKM) Elnöki Ügyosztályához rendelt tankerületi főigazgató (1943. szeptember 24.–1945). A budapesti VI. kerületi állami Mária Terézia Leánygimnázium igazgatója (1945–1946) és a Budapesti környéki tankerület, illetve a Pest-Pilis-Solt-Kiskun vármegyei tankerület főigazgatója (1946. június 1.–1948. április). A budapesti Zenei Gimnázium és a Testnevelési Főiskola angoltanára (1949–1958), a budapesti Bolyai Gimnázium angoltanára (1958–1966). Az Árpád Gimnáziumban 1931-ben, 1932-ben, 1933-ban (földrajzot is tanította) óraadó tanárok, gyakorló tanárjelölt: Biró Lajos Pál. Tanította az angol és magyar nyelvet. 1934-ben a történelmet is tanította, az önképző kör elnöke volt. 1935-ben óraadó helyettes tanárból helyettes tanárrá nevezték ki. 1936. július 1-jén rendes tanári kinevezést kapott. 1936-ban megjelent a következő műve: Angolmagyar szótár (az Athenaeum kiadásában). 1937-ben, 1938-ban magyar angol szakos rendes tanár, 1940-ben igazgatóhelyettes.
A Vallás- és Közoktatásügyi Minisztérium sajtófőnöke (1945. májustól) és a Köznevelés alapító felelős szerkesztője (1945. július 15.–1946. augusztus 31.), egyúttal a budapesti VI. kerületi állami Mária Terézia Leánygimnázium igazgatója (1945–1946) és a Budapesti környéki tankerület, illetve a Pest-Pilis-Solt-Kiskun vármegyei tankerület főigazgatója (1946. június 1.–1948. április). A budapesti Zenei Gimnázium és a Testnevelési Főiskola angoltanára (1949–1958), a budapesti Bolyai Gimnázium angoltanára (1958–1966). Feldolgozta a Nemzeti Színház első éveinek történetét. Jelentős szótárírói tevékenysége több népszerű angol nyelvtankönyvet írt és szerkesztett. Új módszert dolgozott ki az angol nyelv gyorstanulására (a legáltalánosabb szókincs és a legfontosabb nyelvtani szerkezetek elsajátítására készült Express English eredetileg a Pesti Napló nyelvtanfolyama volt 1939-től).
Sírja Új köztemető (Kozma u. 8-10): 50-es parcella I. szakasz 3. sor 7-8. sírhelyen van.

## Legfontosabb publikációi
- A Nemzeti Színház története. 1837–1841. Budapest, Pfeifer Ferdinánd Könyvkereskedése, 1931
- Az angol iskola és az angol tanár. Budapest, 1935
- Fiatal írók antológiája. Az  Új Magyar Vetés kiadványa. Budapest, 1935
- Angol–magyar és magyar–angol iskolai kéziszótár. Szerkesztette Willer Józseffel. Budapest, Athenaeum, 1937. 3. javított kiadás. 1940, 4. kiadás. 1943, 5. kiadás. 1944, 10. kiadás. 1948 és utánnyomások hasonmás kiadások Budapest, Merényi, 1996 és 2000.
- Express English. Leggyorsabban angolul. Budapest, Delta Könyvkiadó Vállalat, 1939, 2. kiadás. 1945
- A modern angol irodalom története. 1890–1941. Budapest, Hungária, 1942
- English. Analytical System. I–VI. köt. Nyelvkönyv az Élő nyelvek szemináriuma hallgatói számára. Írta Bíró Lajos Pál [Paul Lewis Bíró néven]. A későbbi kiadásokat átszerk. Bíró Pál Győző [Paul Bíró néven.] Budapest, 1957–1970. 1. köt. 6. kiad. 1983, 2. köt. 3. kiad. 1977, 4. köt. 2. kiad. 1968, 5. köt. 2. kiad. 1972